# تیانجین ایرلاینز
تیانجین ایرلاینز (به انگلیسی: Tianjin Airlines) یک شرکت هواپیمایی با کد یاتا GS است که در تاریخ ۲۰۰۴ میلادی تأسیس شده و در تاریخ ۲۰۰۷ فعالیتش را آغاز کرده‌است. دفتر مرکزی تیانجین ایرلاینز در تیانجین، جمهوری خلق چین واقع شده‌است و قطب این شرکت هواپیمایی در فرودگاه بین‌المللی تیانجین بینهای قرار دارد و به ۶۳ مقصد، پرواز مستقیم انجام می‌دهد.